# Syzygium tenuiflorum
Syzygium tenuiflorum är en myrtenväxtart som beskrevs av Adolphe-Théodore Brongniart och Jean Antoine Arthur Gris. Syzygium tenuiflorum ingår i släktet Syzygium och familjen myrtenväxter.
Artens utbredningsområde är Nya Kaledonien. Inga underarter finns listade i Catalogue of Life.